# Andrada Machado
Antônio Carlos Ribeiro de Andrada Machado e Silva (Santos, 1 de novembro de 1773 — Rio de Janeiro, 5 de dezembro de 1845) foi um juiz de fora, desembargador e político brasileiro. Usava frequentemente na época da Independência, em seus artigos em jornais, o pseudônimo "Philagiosetero". Adotou o nome parlamentar de Andrada Machado.
Irmão de José Bonifácio e Martim Francisco, ficou conhecido pela mordacidade de seu discurso contra o despotismo e pelo seu envolvimento na Revolução Pernambucana, além de seu envolvimento e papel de grande importância durante a primeira Assembleia Constituinte de 1823.

## Biografia

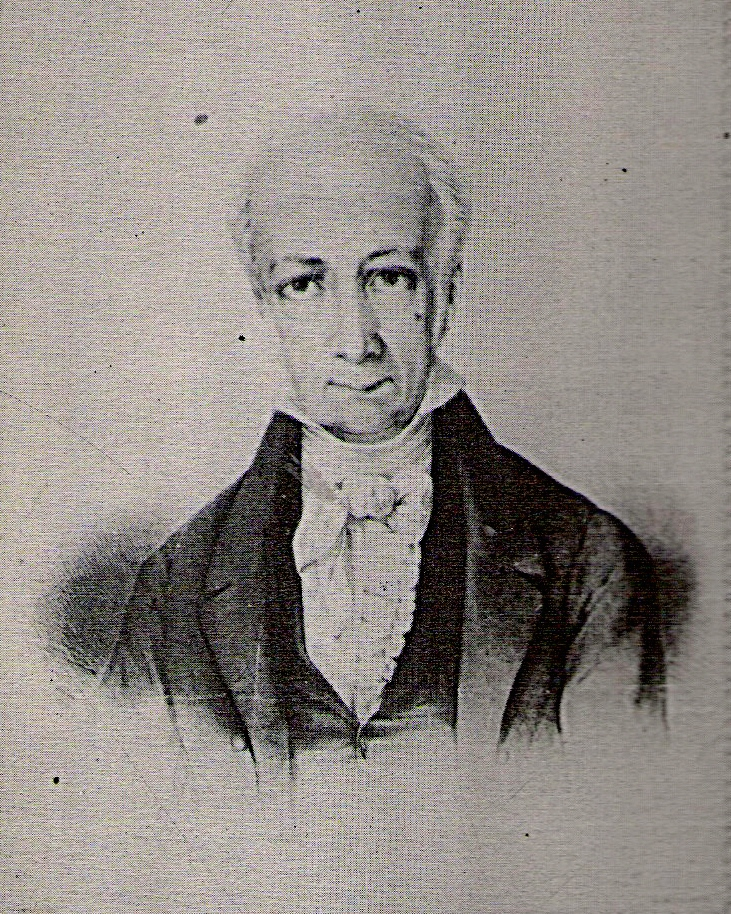
Andrada Machado, deputado constituinte

É possível dizer que, dos três irmãos Andrada, José Bonifácio, Martim Francisco e Antônio Carlos, este último foi o que menos recebeu atenção da historiografia moderna. Enquanto as histórias de José Bonifácio e Martim Francisco são bem documentadas, a vida, carreira e trajetória de Antônio Carlos Ribeiro de Andrada Machado e Silva são bastante nebulosas.
Antônio Carlos nasceu em Santos, em 1773, filho de Maria Bárbara da Silva e Bonifácio José Ribeiro de Andrada. Seu pai possuía a segunda maior fortuna de Santos, sendo este funcionário da Coroa portuguesa e também comerciante. Dentre seus irmãos se destacam os personagens históricos de Martim Francisco e José Bonifácio. Recebeu instrução primária da própria família, incluindo de seus tios que eram padres, devido à falta de escolas primárias de boa qualidade em Santos. Depois disso, se mudou para São Paulo onde viria a frequentar aulas de filosofia, gramática e retórica como ensino preparatório para o curso superior.
Desejava, como qualquer membro da elite colonial da época, realizar um curso superior. Mas levando em consideração que aqui não havia instituições universitárias, Andrada Machado decidiu viajar para Portugal para então se matricular e cursar na Universidade de Coimbra. Sua chegada na metrópole coincidiu com “o período de abertura às novas ideias em razão das iniciativas do Marquês de Pombal”. Saiu do Brasil em busca do curso superior em 1790 para então matricular-se nos cursos de Leis e Filosofia Natural. Seria ali que o já membro da elite colonial acabaria por juntar-se também às elites cultas de Portugal que também estudavam.

### Tipografia do Arco Cego
Enquanto o irmão José Bonifácio, depois de terminar os estudos superiores na Universidade de Coimbra, se tornou sócio da Academia Real das Ciências de Lisboa, que se tratava de um centro de ligação dos ideários reformistas do governo de D. Maria I, Andrada Machado não conseguiu êxito em participar e se tornar sócio da mesma instituição. Ele e o outro irmão, Martim Francisco, ingressariam posteriormente na Tipografia do Arco Cego, criada pelo Ministro Ultramar no ano de 1799. A Tipografia tinha como principal associado o naturalista Frei José Mariano da Conceição Veloso, que se preocupava imensamente em propagandear conhecimentos práticos e úteis. Andrada Machado se destaca como um dos principais tradutores destas obras que oferecem conhecimento útil, em especial das que lidavam com agricultura e como praticar esta em diferentes nações e culturas. Traduzir e publicar estes esforços faz parte de um esforço para atingir a regeneração do Império Português, assim conseguindo se aproveitar melhor de suas colônias.
Entre as obras traduzidas por Antônio Carlos estão: Cultura Americana (1799- Vol. 2); Propostas Para Formar por Subscrição na Metrópole do Império Britânico uma Instituição Pública Traduzida do Inglês (1799); Considerações Cândidas e Imparciais Sobre a Natureza do Comércio do Açúcar, e Importância Comparativa das Ilhas Britânicas, e Francesas das Índias Ocidentais, nas Quais se Estabelece Valor, e Consequências das Ilhas de Santa Luzia, e Granada (1800); e Tratado do Melhoramento da Navegação por Canais por Roberto Fulton (1800).
A produção e organização da Tipografia fazia parte do programa reformista político-científico que D. Rodrigo criou para agrupar estudiosos de Portugal, que poderiam ou não ter nascido na metrópole, a fim de promover a modernização do Império. O naturalista Andrada Machado pertencia, assim como a maioria, ao grupo de ilustrados coloniais de D. Rodrigo de Sousa Coutinho, que defendia a criação de um império luso-americano com sede no Brasil, sua colônia mais rica, para acabar com a crise que se instalava no Reino.
Tendo em seu currículo a formação científica na Universidade de Coimbra e a participação na Tipografia do Arco do Cego, ambos os irmãos Antônio Carlos e Martim Francisco se inseriram na elite do conhecimento que se interessava no estudo do homem e da natureza, graças ao programa reformista de exploração científica. Ambos foram titulados pelo ministro da Marinha e do Ultramar, D. Rodrigo de Souza Coutinho, para então assumirem postos considerados importantes para a administração do Império Português em sua centralidade, para então aplicar, de maneira eficiente e firme, a política reformista vigente. Se estabelecia, então, uma colaboração entre os chamados “homens da ciência” e os “homens da política”, ou seja, entre aqueles que produzem conhecimento científico e os que combinavam recursos financeiros e apoio, tão necessários à ciência e seu desenvolvimento.

### Regresso ao Brasil
Seria em 1800 que ambos, Antônio Carlos e Martim Francisco, retornariam ao Brasil. Antônio Carlos, já em terras brasileiras, passa a se dedicar a cargos públicos, em especial à carreiras como de juiz de fora, ouvidor, desembargador, ou seja, carreiras de magistratura propriamente dita. Ele se tornou juiz de fora em Santos primeiro, depois passou a ser ouvidor e corregedor em Olinda além de desembargador na Bahia. Em 1811 substituiria o desembargador Dr. Miguel Antônio de Azevedo Veiga como Ouvidor da Comarca de São Paulo.
Em 1812, Andrada Machado teria sido membro de uma loja maçônica intitulada Distintiva que ficava na freguesia de São Gonçalo, em Niterói. Junto dele teriam sido membros José Mariano Cavalcanti de Albuquerque, José Joaquim da Rocha, Luís Pereira da Nóbrega, José Joaquim da Gama Lobo, Capitão Ornellas e Belchior Pinheiro de Oliveira. A loja mais tarde seria denunciada e teria todos os seus utensílios jogados ao mar a mando do príncipe regente D. João.
Andrada Machado foi um dos juízes letrados que vieram da Universidade de Coimbra para então ser nomeado para um cargo de magistratura no Brasil. Ao terminar a universidade, o indivíduo solicitava uma leitura que lhe abria acesso à carreira para concorrer aos “lugares de letras”. Entre os anos de 1750 e 1808, 3.882 dos bacharéis se candidataram a estes cargos, mas apenas 2.165 passaram. Entre os que passaram, 558 se tornaram juízes de fora; 43, ouvidores e 31, desembargadores, sendo que Antônio Carlos seria um destes juízes.
Andrada Machado também tinha um discurso abertamente escravista e, em discurso, ele salienta a escravidão “branda” no Brasil:
| “ | Tão ignorantes nos acreditão que recebamos como obséquio insultos e offensas! Não sabemos nós melhor que ninguém que os escravos não são para temer, que o seu número he insignificante comparado com o dos livres, e que a doçura da servidade domestica entre nós tem feito dos nossos escravos antes amigo do que inimigos? | ” |

Em 1817, depois de se mudar para Pernambuco, Andrada Machado se envolveria no movimento da Revolução Pernambucana. Enquanto muitos produtores em Pernambuco tinham práticas mercantis de caráter monopolista, os pesados impostos ainda eram cobrados sobre os exportáveis e as mercadorias de consumo interno, como por exemplo os alimentos. Isso resultou na insatisfação dos pernambucanos com o governo do Rio de Janeiro, quando passaram a questionar a centralização do governo no Rio. Seu ingresso no movimento significou seu cárcere durante quatro anos. Isso porque o governo da Corte reagiu de forma violenta contra os integrantes do movimento da Revolução Pernambucana, promovendo forte repressão que acabou provocando a prisão e condenação de centenas de homens.

## Carreira
Em 1815, Andrada Machado acabou sendo transferido para Pernambuco para ocupar o cargo de Ouvidor. Seria em 1821 que seu irmão, José Bonifácio, se juntaria para elaborar o texto Lembranças e Apontamentos do Governo Provisório para os Senhores Deputados da Província de São Paulo (1821), trabalho que orientaria deputados de São Paulo em seus trabalhos na Corte. Tal bancada paulista tinha entre seus seis membros o notório Antônio Carlos, ou Andrada Machado, nome o qual adotou. O texto que regulava seu trabalho não tinha intenção separatista, na verdade, acreditava na indissolubilidade da relação entre Portugal e o Brasil, assegurando a igualdade de representação entre as cortes gerais e ordinárias. O texto também tinha seus princípios liberais, tentando conservar vantagens e direitos conquistados pelo Brasil desde 1808.
A posição que Andrada Machado ocupava nas cortes portuguesas estava de acordo com os interesses da elite, esta a qual ele fazia parte e para a qual as ideologias constitucionalistas não deveriam enfraquecer a plenitude do Império luso-americano. Para seu cargo acreditava-se que deveria se manter a unidade que era estabelecida por conta do Reino Unido de Portugal, fazendo com que assumisse “posição contrária à supremacia européia como defendiam os deputados portugueses nas Cortes, e, principalmente, no fim de uma sede governamental na América”. Andrada Machado então recusou a constituição portuguesa,e voltou ao Brasil ao mesmo tempo no qual se desdenhava o processo de emancipação política brasileira. A partir da Independência política, o país passou de Império luso-americano e se transformou no Império do Brasil.
A partir deste momento, Andrada Machado assumiria uma posição essencial para o cenário político do Brasil. Isso porque ele desempenha “um papel fundamental no primeiro conclave dos Fundadores do Império-Nação: a Assembleia Constituinte de 1823, destinada a entrar em choque com os sentimentos autoritários, em contradição com as ideias libertárias de Pedro I, libertador e ditador popular numa postura cesarista quase romana.” Essa assembleia constituinte seria análoga às de Bolívar e San Martin, que se preocupavam com uma possível fragmentação anárquica de suas metas que chegariam a este ponto devido às massas descontroladas e descentralizadas de suas pretensões iniciais.
Neste sentido, Andrada Machado não sabia ceder; divulgava seu Nacionalismo, se distanciava do absolutismo, e continuava insistindo no “‘pacto social’ enquanto base da sociedade”:
| “ | ... ouço falIar muito em liberal, mas muito poucas pessoas sabem o que quer dizer liberal | ” |

Embora sempre fiel ao liberalismo, Andrada Machado se tornava cada vez mais pragmático e menos doutrinário, preferindo optar por reconhecer os limites de sua adaptação:
| “ | ... a causa do Brasil é a mesma que a da monarchia constitucional, que só ella é quem nos póde segurar nas bordas do abysmo das revoluções a que tendem despenhar-nos loucos inovadores ... O estado de civilização e cultura do Brasil, os habitos e costumes e mesmo os prejuizos dos Brasileiros lhes não deixão aberta outra vereda plusivel (sic) de prosperidade, senão esta ... Eu serei sempre inimigo decidido daquelles que contra a natureza das causas, contra a experiência, querem no Brasil desvairar a opinião publica com sonhos e chimeras republicanas, e por bem da sua precaria fortuna vadear rios de sangue, para chegarem a um alvo que jamais conseguirão. | ” |

Seria na sessão de 5 de maio de 1823, quando foi nomeada a Comissão de Constituição, que Andrada Machado passaria a elaborar, junto dos outros membros, o Projeto da Constituição. A comissão seria constituída por Antônio Luiz Pereira da Cunha, José Bonifácio de Andrada e Silva, Francisco Moniz Tavares, Pedro de Araújo Lima, Manoel Ferreira da Câmara, José Ricardo da Costa Aguiar, além do próprio Antônio Carlos Ribeiro de Andrada Machado e Silva.
Andrada Machado discursaria em diversas sessões diferentes, e faria a proposta de emenda de três artigos, que seriam todos aprovados pela grande maioria:
| “ | Art. 14. Cada Membro das Comunhões Cristãs pode professar a sua Religião no recinto destinado para esse fim. Todos os que professarem estas comunhões podem gozar dos direitos políticos. [...] Art. 15. As outras Religiões, além da Cristã, são apenas toleradas, e só lhes compete o culto doméstico; e a sua profissão inibe o exercício dos direitos políticos. [...] Art. 16. A Religião Católica Apostólica Romana, é a Religião do Estado, e a única mantida por ele; e só a ele compete o culto externo fora das Igrejas. | ” |

Antônio Carlos Ribeiro de Andrada Machado e Silva também seria o redator principal do anteprojeto, apresentado aos outros deputados, de Constituição, além de também redator. No entanto, o processo constitucional do qual participou não seria bem sucedido, já que não foi visto pelo Imperador Pedro I com bons olhos, pois era considerado muito adjacente às ideias liberais. A Assembleia sofreria a dissolução por conta deste caso.
Para que suas ideias continuassem a avançar, Andrada Machado juntou-se aos irmãos José Bonifácio e Martim Francisco para criar o periódico O Tamoio, de 1823. Seria nas páginas deste periódico que os irmãos Andrada deixariam transparecer sua oposição em relação ao governo do então governante D. Pedro I. Em 1828, Andrada Machado retorna ao Brasil e em 1832 é nomeado, em Londres, a ministro plenipotenciário do Brasil, mas acaba recusando o cargo. Em 1833 retorna à Europa e volta ao Brasil apenas em 1838, quando é eleito deputado geral em São Paulo dos anos de 1838 à 1842.

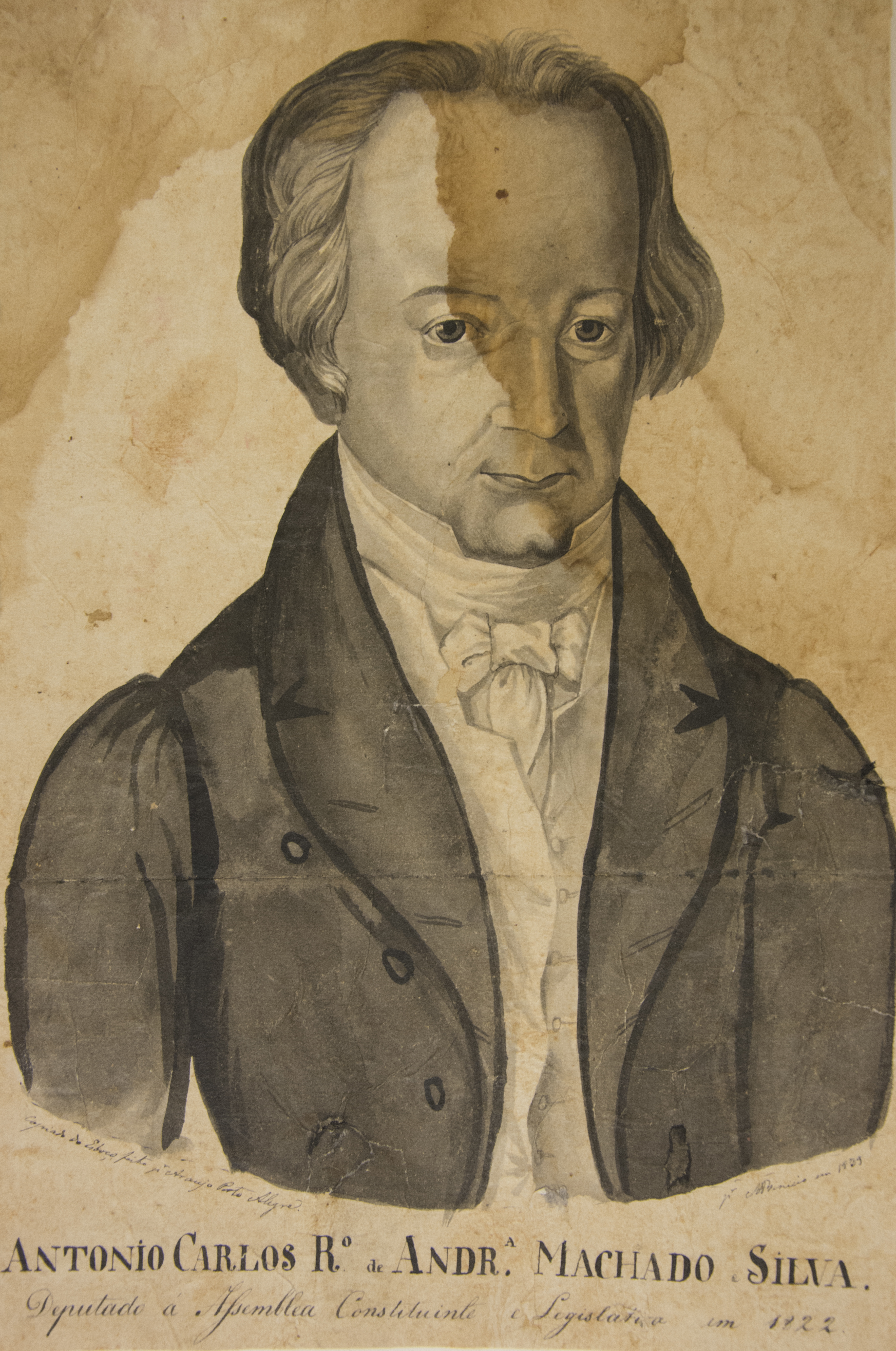
Antônio Carlos em desenho realizado por Miguelzinho Dutra, em 1839.

Seria durante esta época que lideraria o “movimento da maioridade” que clamava por D. Pedro II, e seria em 21 de julho de 1840 que apresentaria um projeto na Câmara que declarava o Imperador “maior desde já”, o que viria a irromper uma crise política e o muito falado “golpe da maioridade”. Seu movimento resulta no Imperador assumindo o cargo em 23 de julho, colocando um ponto final no período regencial.
Andrada Machado viria a ser Ministro do Império, o que seria um primeiro ministro, no ministério da maioridade em 1840, e depois seria reeleito deputado geral. Recebeu a grã-cruz, referente um título de nobreza pelos serviços que realizou durante a sua vida em relação ao Império luso-americano que viria a ser o Império do Brasil, da Imperial Ordem do Cruzeiro. Sua vida política prosseguiu até o ano de 1845, no qual ocorreu sua morte, enquanto estava encarregado do cargo de Senador em Pernambuco.

## Família
Seu pai, Bonifácio José Ribeiro de Andrada (1726-1789) era um comerciante rico de Santos, filho de um imigrante português, José Ribeiro da Silva (1678-1767) e a da brasileira Ana da Silva Borges (1680-?). Sua mãe era Maria Bárbara de Silva (1740-1821), era uma dona de casa muito religiosa e prima de Bonifácio José. Tinha 10 irmãos, entre eles, José Bonifácio de Andrada e Silva (1763-1838), Martim Francisco Ribeiro de Andrada (1775-1844) e Patrício Manuel Bueno de Andrada (1760-1847).
Se casou com Anna Josefina de Andrada e Silva (1801-1871), era sua sobrinha e afilhada de batismo, filha de sua irmã mais velha, Ana Marcelina Ribeiro de Andrada e seu marido José Carvalho e Silva. Juntos tiveram dois filhos:
- Antônio Carlos Ribeiro de Andrada Machado e Silva (1830-1902). Se casou e teve três filhas e dois filhos.
- Brasília Antonieta Andrada (1831-1851). Sem descendentes.

## Homenagens

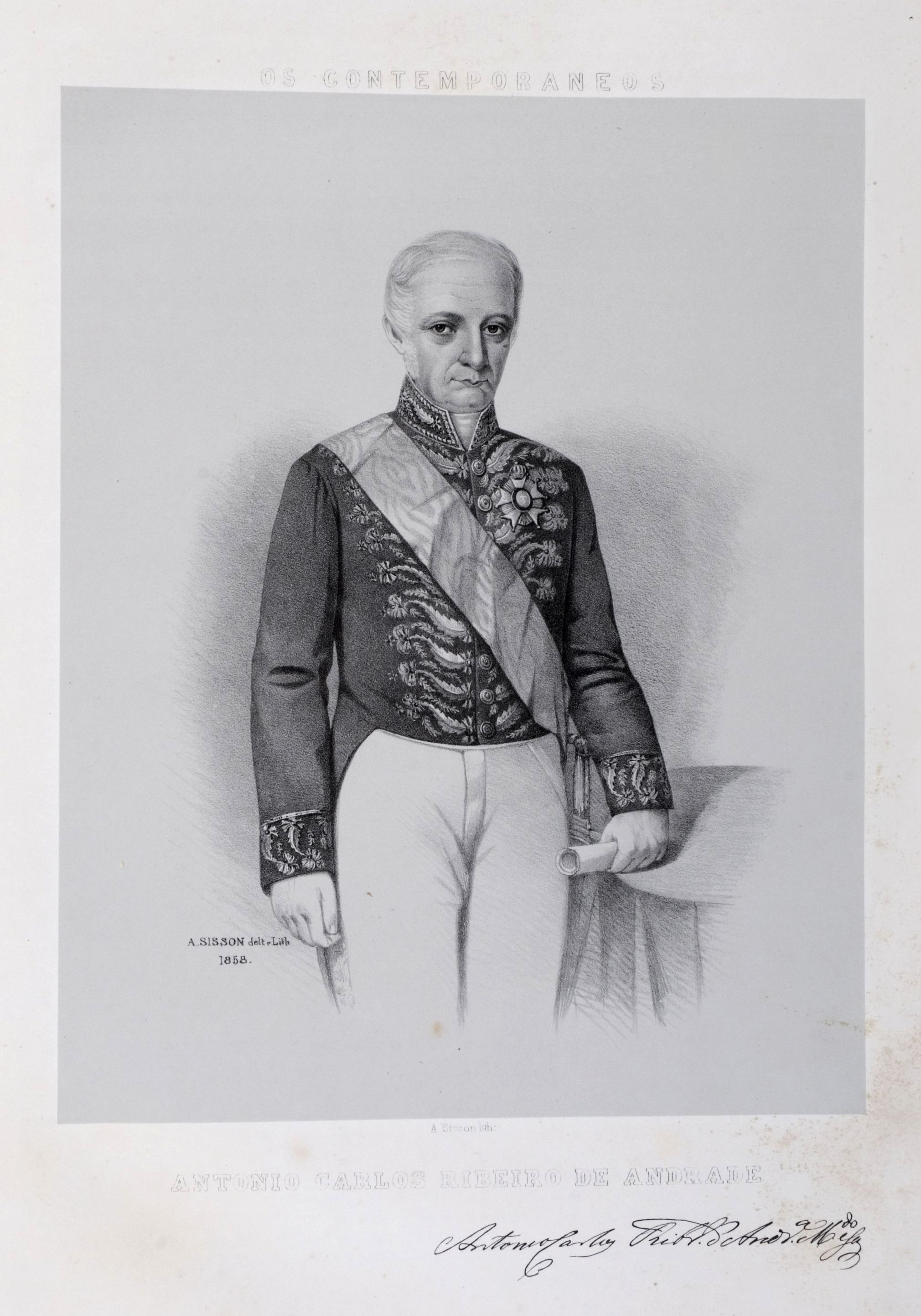
Antonio Carlos Ribeiro de Andrade - Litografia

A cidade de Antônio Carlos poderia ter recebido esse nome em homenagem a Antônio Carlos Ribeiro de Andrada Machado e Silva, nascido em 1773, em São Paulo, segundo a página de Informações Municipais da ALEMG. Mas há controvérsias, tendo em vista que no site da página da prefeitura municipal de Antônio Carlos, o nome da cidade seria uma referência a Antônio Carlos Ribeiro de Andrada, filho do sobrinho de Andrada Machado, político mineiro que teve uma grande participação política e atuou muito durante a Revolução de 1930.
Em outro caso de homenagem, Domingos Jaguaribe, em 1909, faz uma proposta de erguer um monumento em homenagem a José Bonifácio, que seria chamado de “patriarca da nossa nacionalidade”. De início, a proposta envolvia apenas José Bonifácio. Então Jaguaribe começa a traçar uma biografia que enaltecesse o homenageado, que ficou famoso por sua sabedoria com relação à filosofia natural na Europa, além de ter um enorme papel na dissolução da relação próxima entre Brasil e Portugal, ter passado anos exilado, fez amizade e então foi traído por Pedro I, e educou seus herdeiros depois de Pedro I ter abdicado. A proposta de Domingos Jaguaribe seria ampliada em maio do mesmo ano, no final, depois de aprovada por João Moraes, Arcipestre E. G. da Fontoura e Washington Luís. A homenagem contemplaria também os dois outros irmãos, que seriam tão dignos da glória por serem heróis da independência brasileira: Martim Francisco Ribeiro de Andrada e Antônio Carlos Ribeiro de Andrada Machado e Silva. A comissão decide então honrar a memória dos três irmãos Andrada em um mesmo monumento, visando enaltecer a “preeminência que o talento de Antonio Carlos e a inteligência de Martim Francisco sempre reconheceram em José Bonifácio, de modo a significarem: José Bonifácio, a capacidade; Antonio Carlos, a eloquência; e Martim Francisco, a administração – traços característicos dessa trindade inicial do patriotismo brasileiro.”